# ツニート
ツニートは、イヌイットに伝承される伝説の巨人。
「極北地域にはツニートと呼ばれる心の優しい巨人が住んでいたが、我々（イヌイット）の祖先を見たら、目から血を流して逃げた」という言い伝えがある。